# Републикански път III-902
Републикански път IIІ-902 е третокласен път, част от Републиканската пътна мрежа на България, преминаващ по територията на област Добрич и област Варна. Дължината му е 25,4 km.
Пътят се отклонява надясно при 74,5 км на Републикански път I-9 южно от село Оброчище, веднага пресича Батова река и се насочва на юг, като постепенно се изкачва на билото на Франгенското плато. След като премине през село Кичево пътят слиза по южния склон на платото навлиза в източната част на град Варна и отново се съединява с Републикански път I-9 при неговия 98 km.
| Пътища, отклоняващи се надясно (населено място, № на пътя, посока на пътя) | km   | Пътища, отклоняващи се наляво (посока на пътя, № на пътя, населено място) |
| -------------------------------------------------------------------------- | ---- | ------------------------------------------------------------------------- |
| Община Балчик, Област Добрич, I-9, 74,5 km →                               | 0,0  | → 74,5 km, I-9, Област Добрич, Община Балчик                              |
| (за с. Рогачево) общински път ←                                            | 1,9  |                                                                           |
|                                                                            | 3,4  | → общински път (за с. Кранево)                                            |
| Община Аксаково, Област Варна                                              | 5,7  | Област Варна, Община Аксаково                                             |
| (за с. Генерал Кантарджиево) общински път ←                                | 6,5  |                                                                           |
| (за с. Климентово) общински път ←                                          | 12   |                                                                           |
|                                                                            | 14,3 | → общински път (за с. Осеново)                                            |
| (за с. Орешак) общински път ←                                              | 15,7 |                                                                           |
| (от 8,8 km на II-29) III-2902, 14,1 km →                                   | 16,8 |                                                                           |
| с. Кичево                                                                  | 17,9 | с. Кичево                                                                 |
| Община Варна                                                               | 20,4 | → общински път (за кв. „Виница“ на гр. Варна), Община Варна               |
| гр. Варна                                                                  | 24,1 | → гр. Варна, общински път (за кв. „Виница“ на гр. Варна)                  |
| (до ГКПП Малко Търново) I-9, 98 km, гр. Варна ←                            | 25,4 | ← гр. Варна, 98 km, I-9 (от ГКПП Дуранкулак)                              |